# Aéroport Les Eplatures
Luchthaven Les Eplatures (Frans: Aéroport Les Eplatures, Duits: Flughafen Les Eplatures) (IATA: ZHV, ICAO: LSGC) is een vliegveld in Zwitserland, vlak bij La Chaux de Fonds. De dichtstbijzijnde stad is Neuchâtel. De luchthaven is 75 kilometer gelegen van Bern. 